# Eugène Vincent Vidal

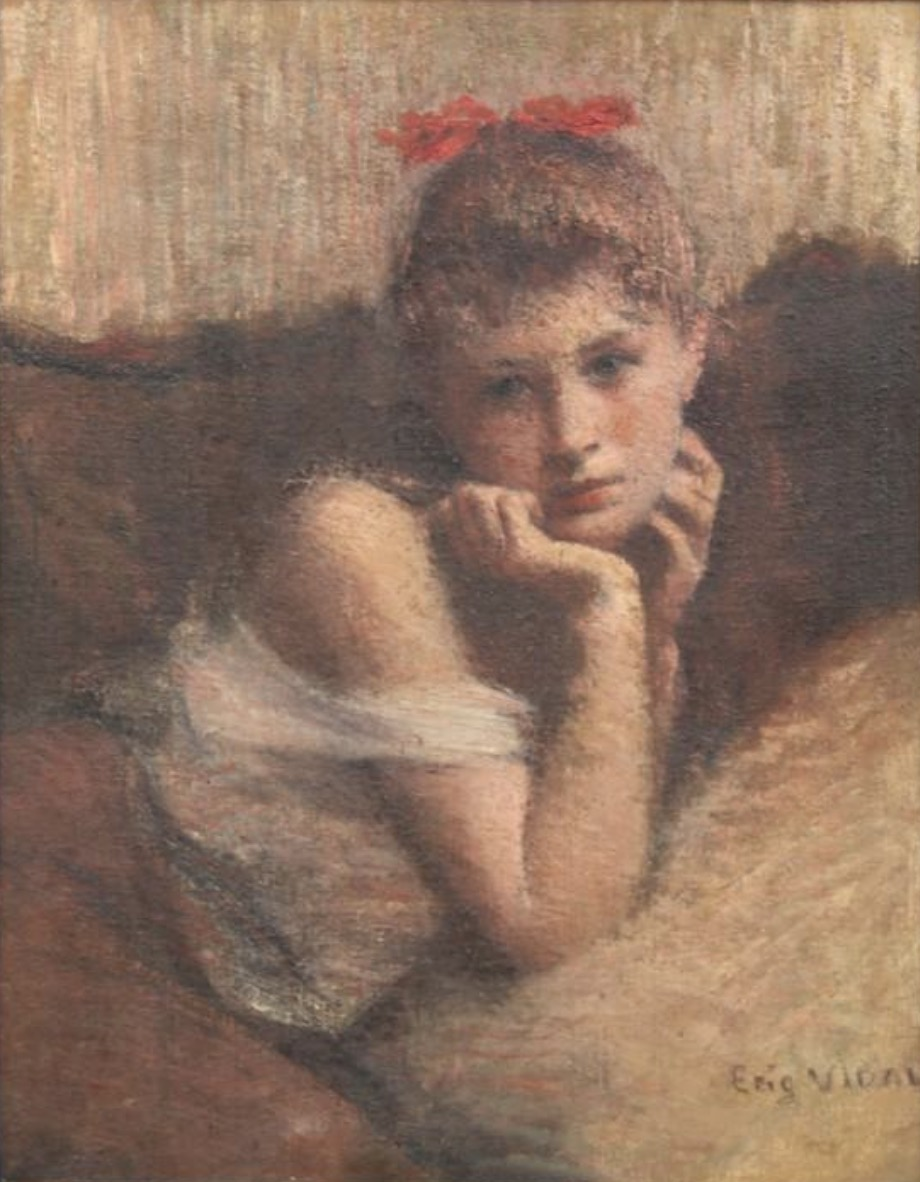
Eugene Vincent Vidal: Portrait d’une jeune fille (Porträt eines Mädchens)

Eugène Vincent Vidal (* 23. Januar 1844 im 8. Arrondissement von Paris, Frankreich; † 16. Dezember 1907 in Cagnes-sur-Mer) war ein französischer Maler, der vorwiegend Porträts und Genreszenen, darunter auch orientalisierende Werke, schuf.

## Leben
Eugène Vidal war der Sohn des Küpers Jean Vidal und dessen Frau Marie Josèphe Havard. Er studierte an der École des Beaux-Arts in Paris und war dort Schüler von Jean-Léon Gérôme. 1873 debütierte er mit einem Pastellporträt auf dem Pariser Salon. Er reiste nach Algerien, schuf orientalistische Szenen und nahm an den Impressionisten-Ausstellungen von 1880 und 1881 teil. 1880 heiratete er Marie Léonie Devoir; Trauzeugen waren Edgar Degas und Jules Gasson. 1900 erhielt er auf der Pariser Weltausstellung eine Bronzemedaille. Er lebte zuletzt in Cagnes-sur-Mer, wo er im Alter von 63 Jahren starb.

## Werk

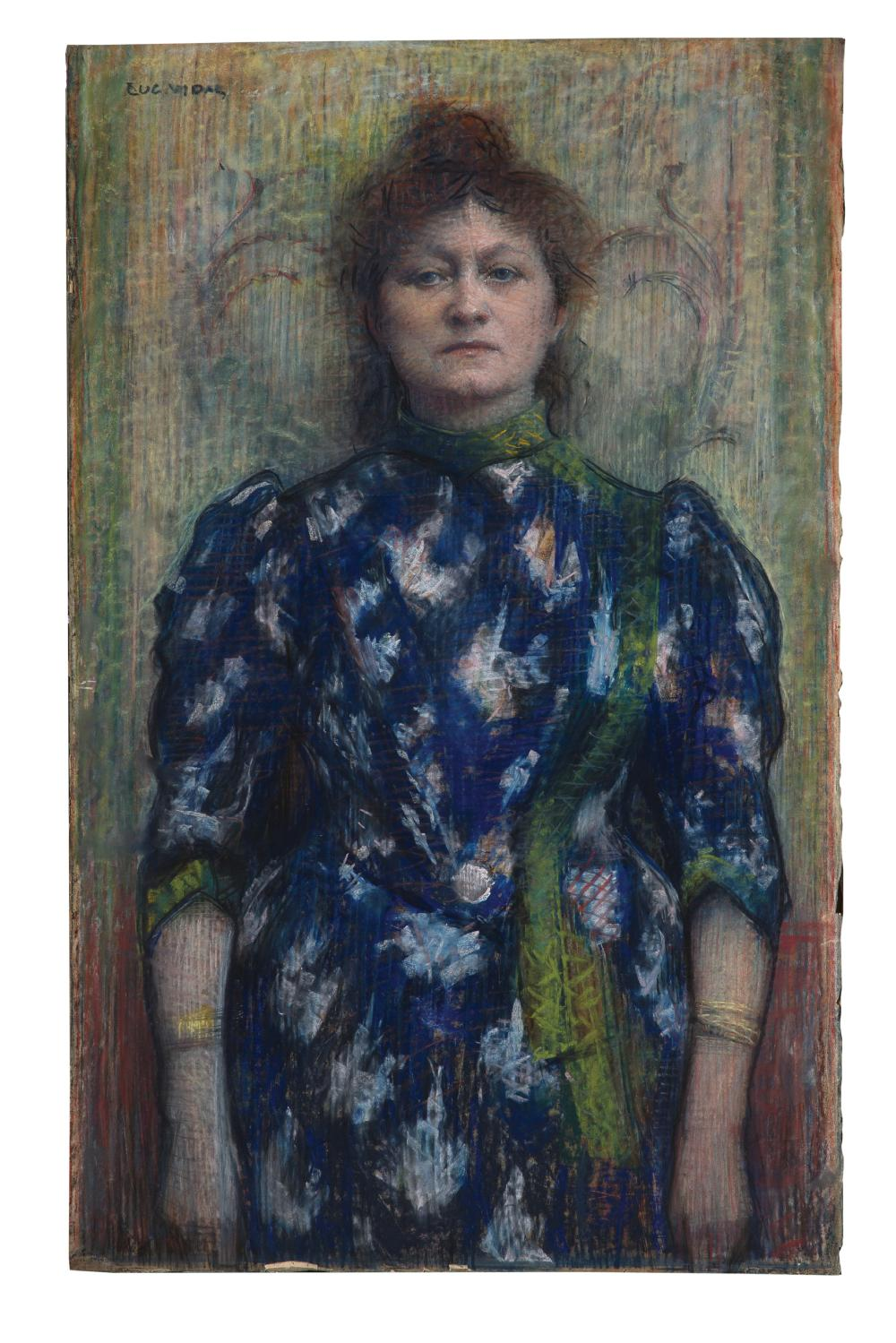
Eugène Vincent Vidal: Femme à la robe bleue (Frau im blauen Kleid; Pastell und Kohle auf Papier, auf Karton aufgezogen)

Das Œuvre von Eugène Vidal umfasst Porträts, Genrebilder, Pastelle und einige orientalistische Straßenszenen. In seinen frühen Jahren malte er Straßenszenen aus Algerien; später konzentrierte er sich auf elegante Frauenporträts und Genrestücke in der Tradition seines akademischen Lehrers Gérôme. Dabei variierte er zwischen einer akademischen Malweise und einem pastosen, gestischeren Stil, der teils impressionistische Einflüsse aufweist. Seine Arbeiten wurden in öffentlichen Museen in Tours, Paris (Petit Palais), Lille, Hyères und Bourg-en-Bresse ausgestellt.